# 최고지식책임자
최고지식책임자(最高智識責任者, Chief Knowledge Officer, CKO)는 지식의 보존을 통해 기업가치가 최대가 되도록 하는 책임을 가진 임원을 말한다.

## 개요
CKO는 CIO의 명칭을 바꾼 것이 아닌, 보다 넓은 범위의 정보관리의 업무를 담당한다. CKO는, 아래와 같은 자본으로부터 이익회수를 돕는 것이 가능하다. - 지식(종업원, 업무순서, 지식자본), 추상적인 자본(업무의 진행방법, 특허권, 고객과의 관련성)의 활용, 성공의 반복, 최선의 업무공정, 기술혁신, 그리고 조직을 재구성한 다음에 기업의 보유지식이 감소하는 것을 막는다.
CKO는, 아래의 일에 책임을 진다.
1. 지식관리를 지도하는 기업전체의 구성을 전개한다.
2. 기업간이나 기업내의 지식행동체계를 활발화시킨다.
3. 지식 구성기반의 발전을 감독한다.
4. 관계, 조화, 정보전달을 촉진시킨다.

## 배경
독자적인 소셜 네트워크 서비스인 BBM채널을 개시하고 있는 미국의 기업, 블랙베리는 2013년 11월 25일 고위 간부 3명의 퇴사를 발표했는데 신임 최고 경영 책임자(CEO)는 실적이 부진한 회사를 재건하기 위해서 소비자용 시장에서 비즈니스용 시장으로의 이행을 추진하고 있다. 이런 전략에 따라서 블랙베리는 인선을 실시하여 최고 재무 책임자(CFO)와 최고 집행 책임자(COO), 최고 마케팅 책임자(CMO) 등의 퇴사를 공식화했다.
이처럼 최근의 경영환경이 정보중심으로 급변함에 따라 정보화문제를 총괄하는 고위직 책임자가 필요하게 되었는데 이를 CIO(최고혁신책임자, chief innovation officer)라 지칭하기도 하는데 CIO는 매출을 증가시킬 수 있는 전략을 수립하고, 새로운 사업을 발굴하는 업무 및 외부 기업과 제휴를 주도하거나, 투자 집행을 어디에 어떻게 해야 할지 결정하는 역할 등을 담당한다.
CIO는 1998년 출판된 <4세대 혁신>이란 책에서 처음으로 언급되었는데, 이 책의 저자 윌리엄 밀러는 기업의 필수 생존조건으로 혁신을 강조하였다. CIO 외에 최고문화책임자(CCO:chief culture officer), 최고지속가능경영책임자(CSO:chief sustainability officer) 등도 새롭게 부상하고 있는 기업 내 새로운 직책이다.
미국에서는 GE, 애플 등에서 도입했고 대한민국에서는 삼성·아시아나항공 등에서 이 제도를 도입해 실시하고 있다.
경영 전략에 따른 정보 전략이나 IT 투자 계획 책정 등에 책임을 진다. 정보 시스템 부문의 책임자를 겸하는 경우도 많다. 직무상 보고자는 최고경영책임자(CEO)일 경우가 많지만, 최고재무책임자(CFO)에게 보고하는 경우도 있다. 또한 군사 조직에서는 지휘관에게 보고한다. 최고정보책임자(CIO)는 개인 정보를 보호하고, 정보 유출을 막는 책임을 지는 기능을 담당한다. CIO의 역할은 때때로 정보뿐 아니라, 지식도 취급하는 최고지식책임자(CKO)로 확장되기도 한다.
CIO에 관련된 명확한 자격은 없지만, CIO 역할을 하려면 정보과학, 소프트웨어 공학 등의 지식이 필요하다. 경영에 관한 지식이나 리더십 등의 경험도 요구된다.

## 관련 용어
- 최고경영자(CEO)
- 최고정보책임자(CIO)
- 최고재무책임자(CFO)
- 최고기술책임자(CTO)
- 최고운영책임자(COO)
- 최고보안책임자(CSO)
- 최고마케팅책임자(CMO)
- 최고위험관리책임자(CRO)
- 최고경영전략책임자(CSO)
- 최고행정책임자(CAO)
- 최고지재관리책임자(CPO)

## 참고 문헌
- 「21세기 경영대가를 만나다」, 월드클래스 리더 8인의 위대한 리더십 철학과 살아있는 경쟁전략 CEO 편, 선우정 저, 김영사(2008년, 223~225p)
- 「애플의 법칙」, 스티브 잡스의 비정한 결정, 하야시 노부유키 저, 정지은 역, 살림Biz(2008년, 76~81p)